# Giremoutiers
Giremoutiers (prononcé [ ʒiʁ.mu.ˈt̪je]) est une commune française située dans le département de Seine-et-Marne en région Île-de-France.

## Géographie

### Localisation
- 1Carte dynamique
- 2Carte Openstreetmap
- 3Carte topographique
- 4Carte avec les communes environnantes

Giremoutiers est située dans la Brie, à environ 22,9 km de Meaux et 6,2 km par la route, de Coulommiers.

### Communes limitrophes
Les communes limitrophes sont : Mouroux, Pommeuse, Maisoncelles-en-Brie, La Haute-Maison, Pierre-Levée, Aulnoy, Jouarre.
| La Haute-Maison      | Pierre-Levée     | Jouarre        |
| Maisoncelles-en-Brie | Giremoutiers     | Aulnoy Mouroux |
| Maisoncelles-en-Brie | Pommeuse Mouroux | Mouroux        |

### Géologie et relief
Giremoutiers est un peu vallonné car la rivière le Liéton l'a érodée au fil des ans.
L'altitude de la commune varie de 120 mètres à 154 mètres pour le point le plus haut, le centre du bourg se situant à environ 129 mètres d'altitude (mairie). Elle est classée en zone de sismicité 1, correspondant à une sismicité très faible.

### Hydrographie

#### Réseau hydrographique

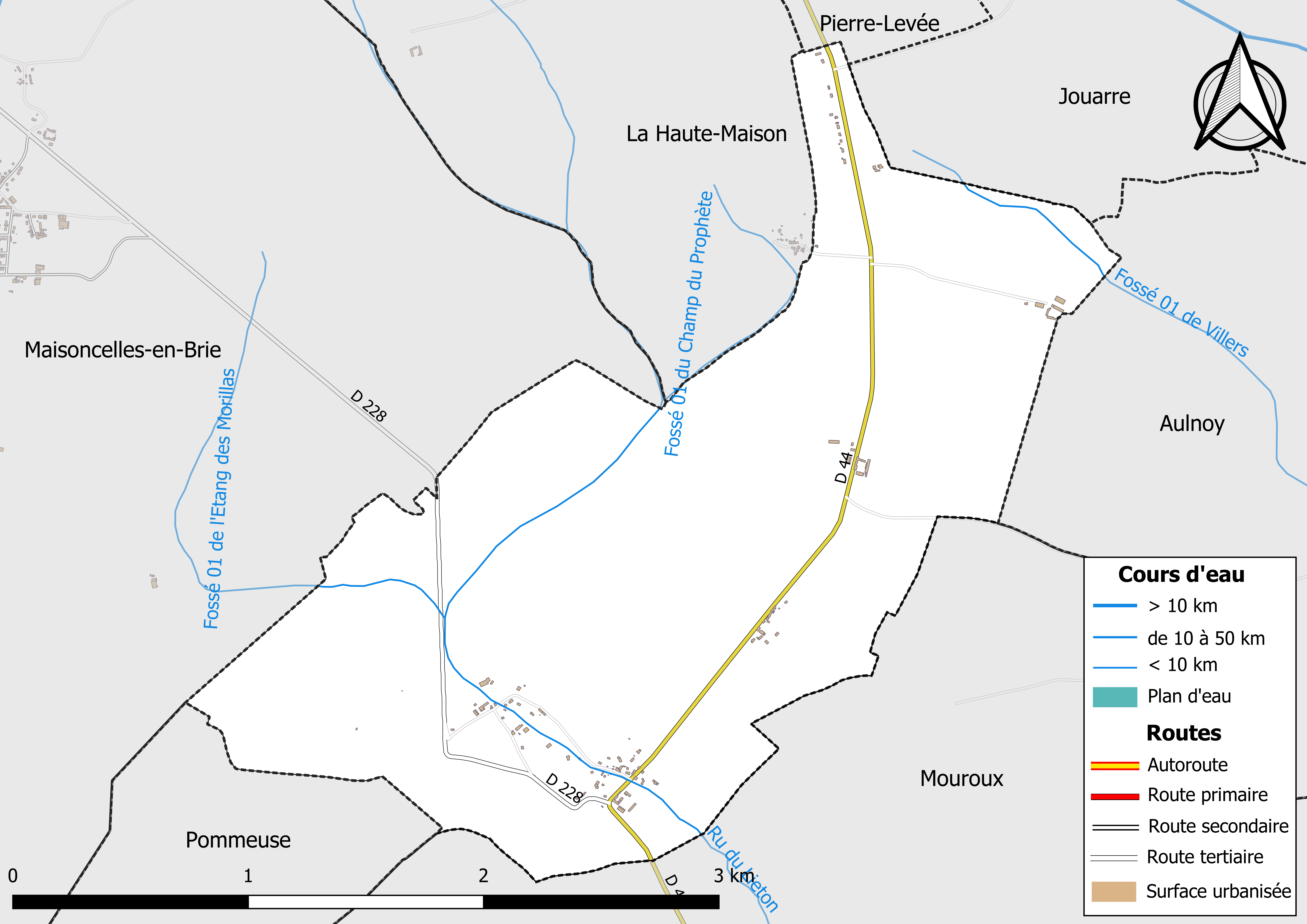
Carte des réseaux hydrographique et routier de Giremoutiers.

Le réseau hydrographique de la commune se compose de  quatre cours d'eau référencés :
- le fossé 01 de Villers, 2,76 km[4], affluent du ru du Rognon ;
- le ru du Liéton, 9,20 km[5], affluent du  Grand Morin.
  - le fossé 01 de l'Etang des Morillas, 2,70 km[6], et ;
  - le fossé 01 du Champ du Prophète, 1,37 km[7], affluents du ru du Liéton.

La longueur totale des cours d'eau sur la commune est de 4,73 km.

#### Gestion des cours d'eau
Afin d’atteindre le bon état des eaux imposé par la Directive-cadre sur l'eau du 23 octobre 2000, plusieurs outils de gestion intégrée s’articulent à différentes échelles : le SDAGE, à l’échelle du bassin hydrographique, et le SAGE, à l’échelle locale. Ce dernier fixe les objectifs généraux d’utilisation, de mise en valeur et de protection quantitative et qualitative des ressources en eau superficielle et souterraine. Le département de Seine-et-Marne est couvert par six SAGE, au sein du bassin Seine-Normandie.
La commune fait partie du SAGE « Petit et Grand Morin », approuvé le 21 octobre 2016. Le territoire de ce SAGE comprend les bassins du Petit Morin (630 km2) et du Grand Morin (1 185 km2). Le pilotage et l’animation du SAGE sont assurés par le syndicat Mixte d'Aménagement et de Gestion des Eaux (SMAGE) des 2 Morin, qualifié de « structure porteuse ».

### Climat
Pour des articles plus généraux, voir Climat de l'Île-de-France et Climat de Seine-et-Marne.
En 2010, le climat de la commune est de type climat océanique dégradé des plaines du Centre et du Nord, selon une étude du CNRS s'appuyant sur une série de données couvrant la période 1971-2000. En 2020, Météo-France publie une typologie des climats de la France métropolitaine dans laquelle la commune est exposée à un climat océanique altéré et est dans la région climatique Nord-est du bassin Parisien, caractérisée par un ensoleillement médiocre, une pluviométrie moyenne régulièrement répartie au cours de l’année et un hiver froid (3 °C).
Pour la période 1971-2000, la température annuelle moyenne est de 10,6 °C, avec une amplitude thermique annuelle de 15,4 °C. Le cumul annuel moyen de précipitations est de 729 mm, avec 11,5 jours de précipitations en janvier et 8 jours en juillet. Pour la période 1991-2020, la température moyenne annuelle observée sur la station météorologique la plus proche, située sur la commune de Mouroux à 2 km à vol d'oiseau, est de 11,3 °C et le cumul annuel moyen de précipitations est de 721,3 mm,. Pour l'avenir, les paramètres climatiques de la commune estimés pour 2050 selon différents scénarios d'émission de gaz à effet de serre sont consultables sur un site dédié publié par Météo-France en novembre 2022.
| Mois                                  | jan.            | fév.           | mars           | avril         | mai           | juin         | jui.          | août          | sep.          | oct.            | nov.            | déc.             | année      |
| ------------------------------------- | --------------- | -------------- | -------------- | ------------- | ------------- | ------------ | ------------- | ------------- | ------------- | --------------- | --------------- | ---------------- | ---------- |
| Température minimale moyenne (°C)     | 1,3             | 1,6            | 3,5            | 5,7           | 9,2           | 12,1         | 13,6          | 13,5          | 10,6          | 8,1             | 4,5             | 2,1              | 7,1        |
| Température moyenne (°C)              | 3,7             | 4,6            | 7,5            | 10,6          | 14,2          | 17,3         | 19,3          | 19,2          | 15,9          | 12              | 7,2             | 4,4              | 11,3       |
| Température maximale moyenne (°C)     | 6               | 7,7            | 11,5           | 15,6          | 19,1          | 22,4         | 25            | 25            | 21,1          | 15,8            | 9,9             | 6,7              | 15,5       |
| Record de froid (°C) date du record   | −14,4 07.01.09  | −11,8 04.02.12 | −10,1 13.03.13 | −3,9 08.04.03 | 0,4 24.05.13  | 3,3 04.06.01 | 6,1 04.07.08  | 4,7 26.08.18  | 2,3 25.09.02  | −3,7 29.10.1997 | −9,4 24.11.1998 | −11,4 31.12.1996 | −14,4 2009 |
| Record de chaleur (°C) date du record | 15,5 05.01.1999 | 18,8 24.02.21  | 24,8 31.03.21  | 28,5 20.04.18 | 31,2 28.05.17 | 36 27.06.11  | 41,1 25.07.19 | 38,9 12.08.03 | 34,8 09.09.23 | 27,8 01.10.11   | 22,1 07.11.15   | 16,4 07.12.00    | 41,1 2019  |
| Précipitations (mm)                   | 57,9            | 55,9           | 52,6           | 44,6          | 62,4          | 61,2         | 61,9          | 63,3          | 50,6          | 65,8            | 65,3            | 79,8             | 721,3      |

### Milieux naturels et biodiversité
Aucun espace naturel présentant un intérêt patrimonial n'est recensé sur la commune dans l'inventaire national du patrimoine naturel,,.

## Urbanisme

### Typologie
Au 1er janvier 2024, Giremoutiers est catégorisée commune rurale à habitat très dispersé, selon la nouvelle grille communale de densité à sept niveaux définie par l'Insee en 2022.
Elle appartient à l'unité urbaine de Coulommiers, une agglomération intra-départementale regroupant six  communes, dont elle est une commune de la banlieue,,. Par ailleurs la commune fait partie de l'aire d'attraction de Paris, dont elle est une commune de la couronne,. Cette aire regroupe 1 929 communes,.

### Lieux-dits et écarts
La commune compte 27 lieux-dits administratifs répertoriés consultables ici dont Corbeville, Francheville, les Fermiers, la Réthorée, la Malmaison.

### Occupation des sols
L'occupation des sols de la commune, telle qu'elle ressort de la base de données européenne d’occupation biophysique des sols Corine Land Cover (CLC), est marquée par l'importance des territoires agricoles (93 % en 2018), une proportion sensiblement équivalente à celle de 1990 (92,6 %). La répartition détaillée en 2018 est la suivante : 
terres arables (86,8% ), zones industrielles ou commerciales et réseaux de communication (6,2% ), zones agricoles hétérogènes (6,2% ), forêts (0,8 %).
Parallèlement, L'Institut Paris Région, agence d'urbanisme de la région Île-de-France, a mis en place un inventaire numérique de l'occupation du sol de l'Île-de-France, dénommé le MOS (Mode d'occupation du sol), actualisé régulièrement depuis sa première édition en 1982. Réalisé à partir de photos aériennes, le Mos distingue les espaces naturels, agricoles et forestiers mais aussi les espaces urbains (habitat, infrastructures, équipements, activités économiques, etc.) selon une classification pouvant aller jusqu'à 81 postes, différente de celle de Corine Land Cover,,. L'Institut met également à disposition des outils permettant de visualiser par photo aérienne l'évolution de l'occupation des sols de la commune entre 1949 et 2018.

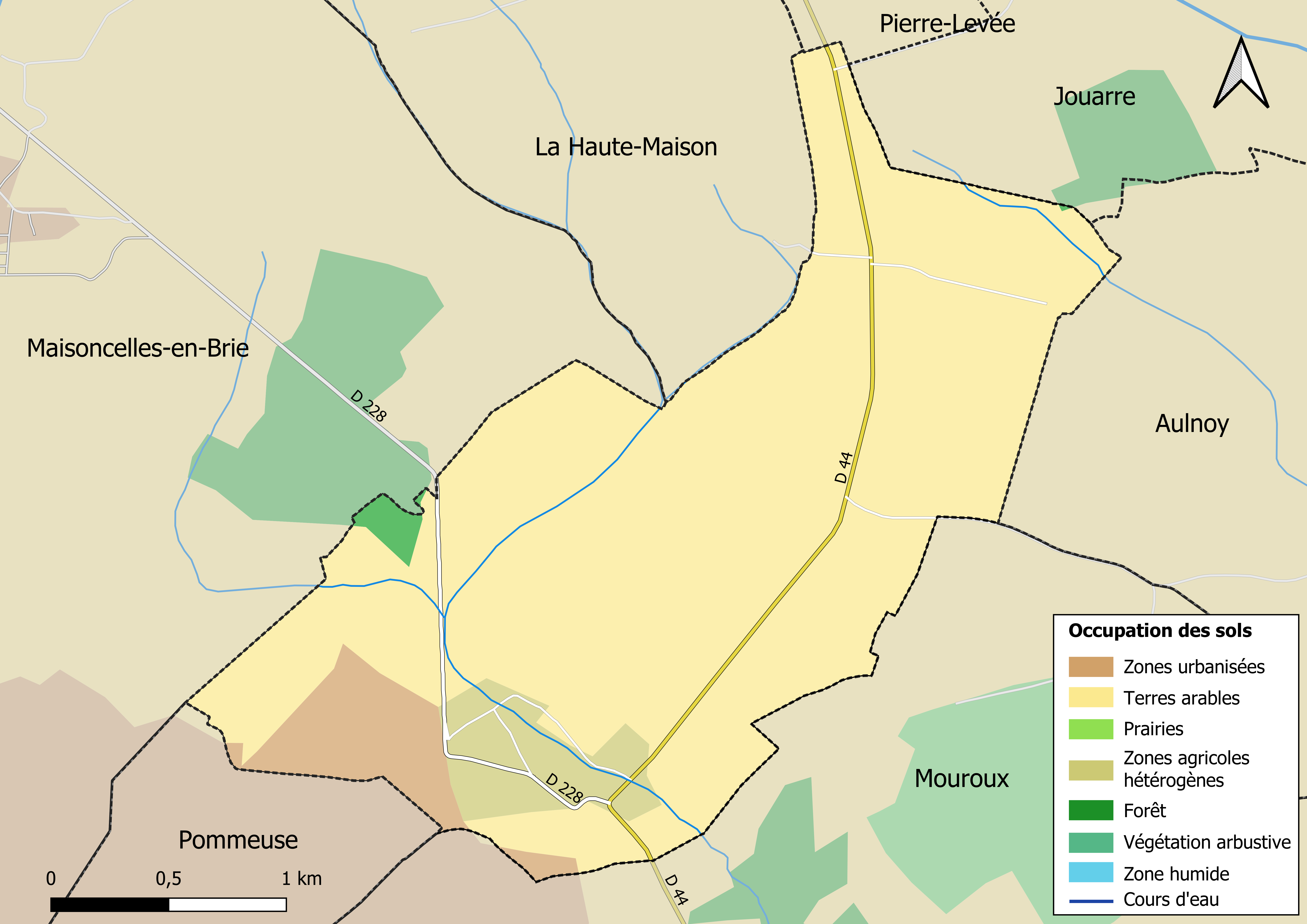
Carte des infrastructures et de l'occupation des sols en 2018 (CLC) de la commune.
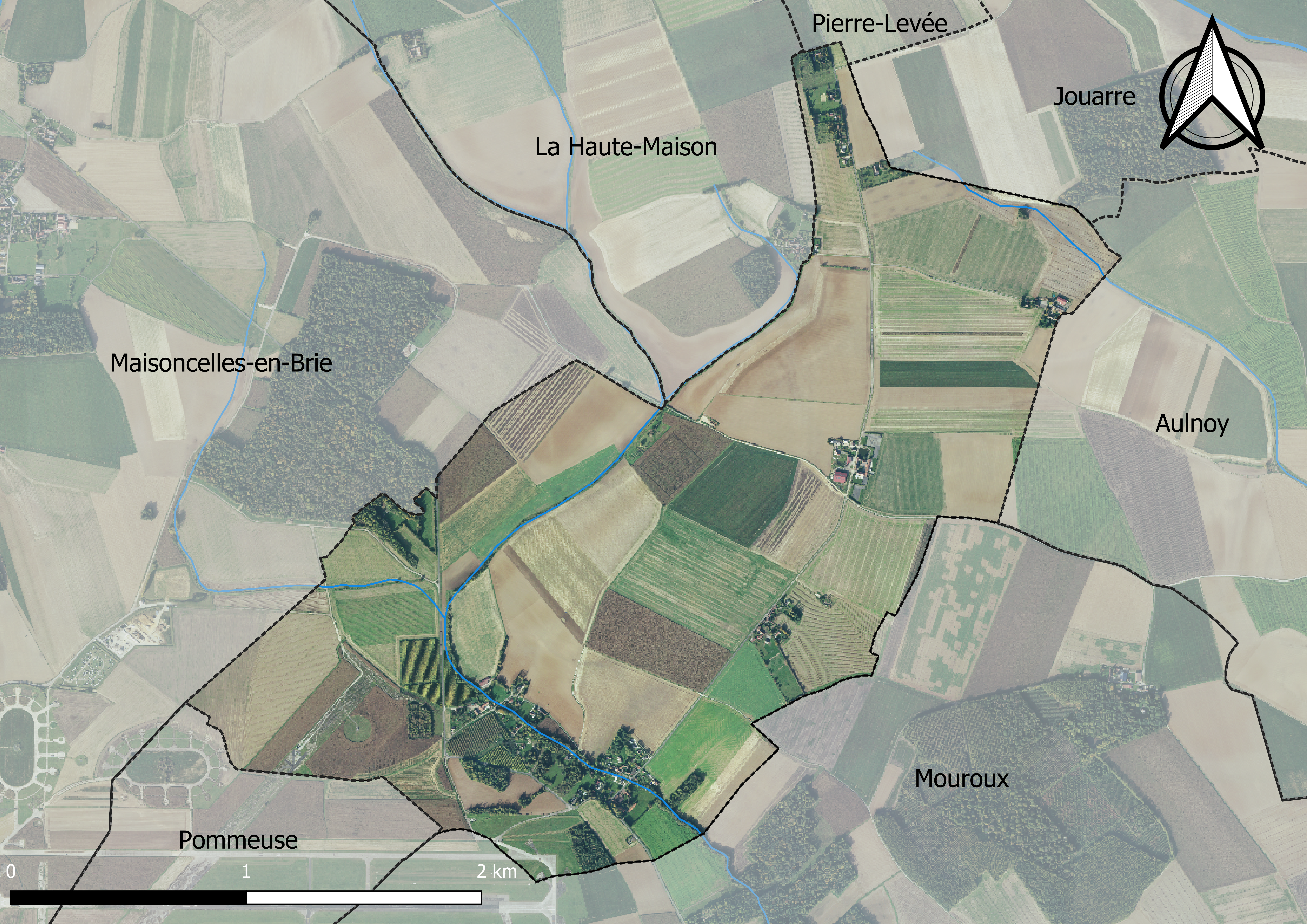
Carte orhophotogrammétrique de la commune.

### Planification
La loi SRU du 13 décembre 2000 a incité les communes à se regrouper au sein d’un établissement public, pour déterminer les partis d’aménagement de l’espace au sein d’un SCoT, un document d’orientation stratégique des politiques publiques à une grande échelle et à un horizon de 20 ans et s'imposant aux documents d'urbanisme locaux, les PLU (Plan local d'urbanisme). La commune est dans le territoire du SCOT du Bassin de vie de Coulommiers, approuvé le 11 juillet 2013 et porté par le syndicat intercommunal d’étude et de programmation (SIEP) de Coulommiers.
La commune disposait en 2019 d'un plan local d'urbanisme en révision. Le zonage réglementaire et le règlement associé peuvent être consultés sur le Géoportail de l'urbanisme.

### Logement
En 2018, le nombre total de logements dans la commune était de 67 dont 92,5 % de maisons (maisons de ville, corps de ferme, pavillons, etc.) et 3 % d'appartements.
Parmi ces logements, 95,5 % étaient des résidences principales et 4,5 % des logements vacants.
La part des ménages fiscaux propriétaires de leur résidence principale s'élevait à 17,5 % contre 9,7 % de locataires et 2 % logés gratuitement.

### Voies de communication et transports

#### Voies de communication
De Paris, à 60,7 km, on accède à Giremoutiers par l’autoroute A4, sortie N° 16.
Giremoutiers est située sur la D44 reliant :
- Pierre-Levée à 7 km au nord à ;
- Mouroux à 3,8 km au sud.

#### Transports
La commune est desservie par la ligne No 03B du réseau de bus Brie et 2 Morin.
La gare SNCF la plus proche est  la Gare de Mouroux. Elle est desservie par les trains de la ligne P du Transilien.

## Toponymie
Le nom de la localité est mentionné sous les formes Girmostier en 1226 ; Giroumoutier et Giroumoster vers 1240 ; Gimoutier en 1249 (Rôles des fiefs) ; Presbiter de Giroudi Monasterio en 1249 ; Gerrodi Monasterium en 1353 ; Gillemonstier en 1455 ; Girostmoustier en 1487 ; Gillemoutier en 1620 ; Gilmontiers en 1676 ; Gil Le Moutier en 1732 ; Girmoutier en 1742 ; Giremontier au VIIe siècle.
Son nom serait issu de l'anthroponyme Giroldus et de monasterium signifiant monastère. Giremoutiers évoque peut-être Saint Géroche, abbé de la localité au VIIe siècle, Giremoutiers pouvant signifier : le « monastère de Saint Géroche ».
En Brie, on retrouve trois toponymes de ce type : Faremoutiers (non loin de Giremoutiers), Neufmoutiers (au sud-ouest du Grand-Morin) et Neufmontiers au nord de Meaux, plus précisément au nord du bois de Saint-Faron.

## Histoire
Giremoutiers a été créée par une abbaye de moines (dont quelque bâtiments sont restés à côté de l'église telle que la grange aux dîmes).

## Politique et administration

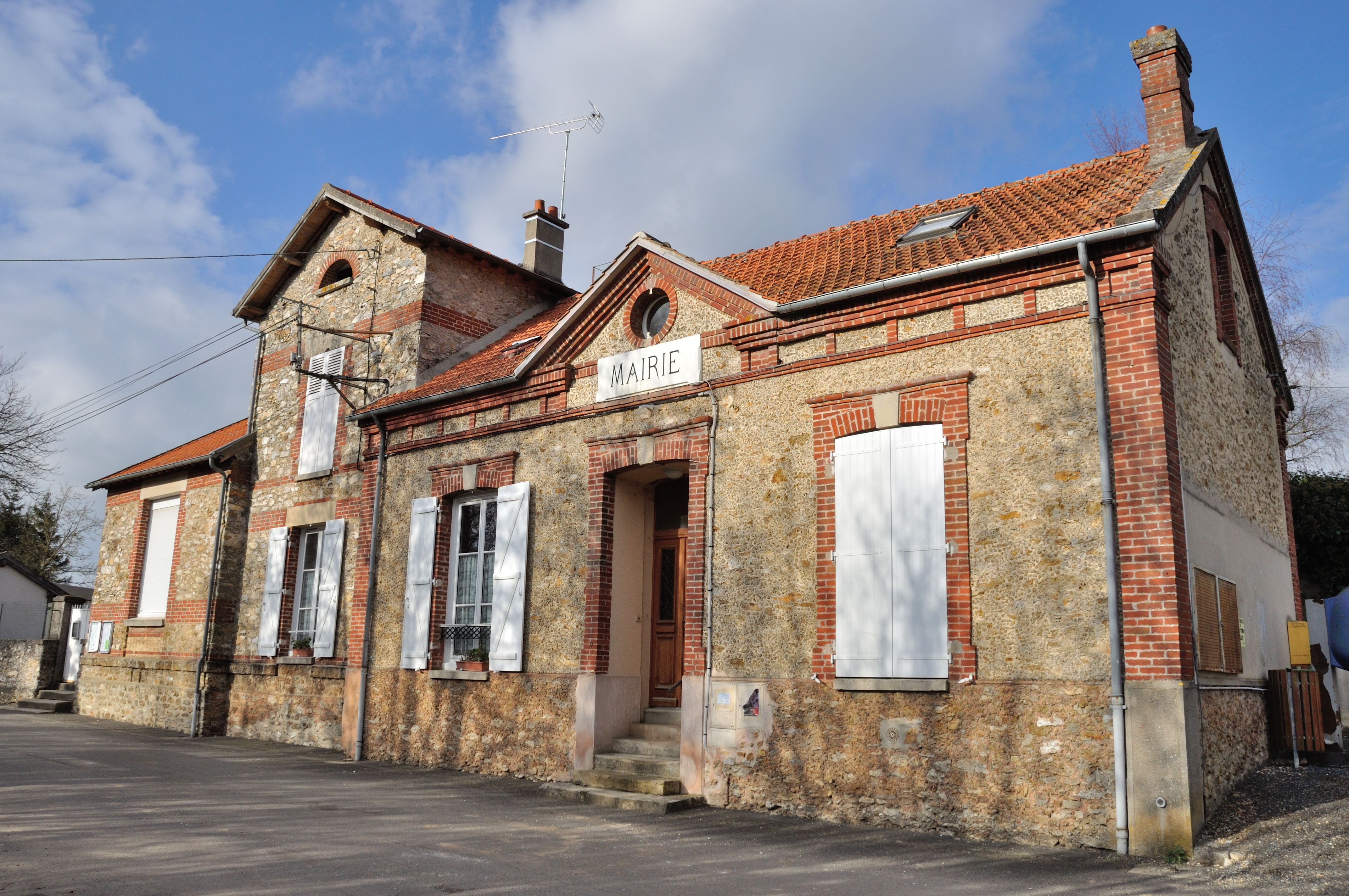
Mairie.

| Période                                  | Période | Identité        | Étiquette | Qualité     |
| ---------------------------------------- | ------- | --------------- | --------- | ----------- |
| 1979                                     |         | Régis Brodard   | SE        | agriculteur |
| mars 2001                                |         | Régis Brodard   | SE        | agriculteur |
| mars 2008                                |         | Antoine Heusèle | SE        | agriculteur |
| Les données manquantes sont à compléter. |         |                 |           |             |

## Équipements et services

### Eau et assainissement
L’organisation de la distribution de l’eau potable, de la collecte et du traitement des eaux usées et pluviales relève des communes. La loi NOTRe de 2015 a accru le rôle des EPCI à fiscalité propre en leur transférant cette compétence. Ce transfert devait en principe être effectif au 1er janvier 2020, mais la loi Ferrand-Fesneau du 3 août 2018 a introduit la possibilité d’un report de ce transfert au 1er janvier 2026,.

#### Assainissement des eaux usées
En 2020, la commune de Giremoutiers ne dispose pas d'assainissement collectif,.
L’assainissement non collectif (ANC) désigne les installations individuelles de traitement des eaux domestiques qui ne sont pas desservies par un réseau public de collecte des eaux usées et qui doivent en conséquence traiter elles-mêmes leurs eaux usées avant de les rejeter dans le milieu naturel. Le Syndicat mixte d'assainissement du Nord-Est  (SIANE) assure pour le compte de la commune le service public d'assainissement non collectif (SPANC), qui a pour mission de vérifier la bonne exécution des travaux de réalisation et de réhabilitation, ainsi que le bon fonctionnement et l’entretien des installations,.

#### Eau potable
En 2020, l'alimentation en eau potable est assurée par  le SMAAEP de Crécy_Boutigny et Environs qui en a délégué la gestion à l'entreprise Veolia, dont le contrat expire le 31 décembre 2025,,.

### Enseignement
Giremoutiers dispose d’une école élémentaire, située 12 rue de Corbeville .
Cet établissement public, inscrit sous le code UAI (Unité administrative immatriculée) : 0770232J, comprend 36 élèves  (chiffre du Ministère de l'Éducation nationale).
Il  dispose d’un restaurant scolaire.
La commune dépend de l'Académie de Créteil ; pour le calendrier des vacances scolaires, Giremoutiers est en zone C.

## Population et société
L'évolution du nombre d'habitants est connue à travers les recensements de la population effectués dans la commune depuis 1793. Pour les communes de moins de 10 000 habitants, une enquête de recensement portant sur toute la population est réalisée tous les cinq ans, les populations de référence des années intermédiaires étant quant à elles estimées par interpolation ou extrapolation. Pour la commune, le premier recensement exhaustif entrant dans le cadre du nouveau dispositif a été réalisé en 2008.

En 2022, la commune comptait 186 habitants, en évolution de +12,73 % par rapport à 2016 (Seine-et-Marne : +3,92 %, France hors Mayotte : +2,11 %).
| 1793 | 1800 | 1806 | 1821 | 1831 | 1836 | 1841 | 1846 | 1851 |
| ---- | ---- | ---- | ---- | ---- | ---- | ---- | ---- | ---- |
| 163  | 158  | 191  | 175  | 139  | 157  | 157  | 150  | 148  |

| 1856 | 1861 | 1866 | 1872 | 1876 | 1881 | 1886 | 1891 | 1896 |
| ---- | ---- | ---- | ---- | ---- | ---- | ---- | ---- | ---- |
| 153  | 138  | 154  | 148  | 123  | 110  | 130  | 121  | 107  |

| 1901 | 1906 | 1911 | 1921 | 1926 | 1931 | 1936 | 1946 | 1954 |
| ---- | ---- | ---- | ---- | ---- | ---- | ---- | ---- | ---- |
| 109  | 117  | 129  | 124  | 119  | 132  | 139  | 83   | 92   |

| 1962 | 1968 | 1975 | 1982 | 1990 | 1999 | 2006 | 2008 | 2013 |
| ---- | ---- | ---- | ---- | ---- | ---- | ---- | ---- | ---- |
| 82   | 98   | 106  | 106  | 106  | 106  | 129  | 135  | 147  |

| 2018 | 2022 | - | - | - | - | - | - | - |
| ---- | ---- | - | - | - | - | - | - | - |
| 179  | 186  | - | - | - | - | - | - | - |

### Événements
- La fête du village (fin août) qui rassemble tous les habitants de Giremoutiers.
- Salles de réception : au hameau des Fermiers (Patrice Brodard) et au hameau de la Réthorée (Régis Brodard).

La ville de Coulommiers et les communes environnantes (Mouroux, Boissy-le-Châtel, Aulnoy, Chailly-en-Brie, Chauffry, Faremoutiers, Pommeuse, Giremoutiers, Saint-Germain-sous-Doue) ont été choisies pour être les premières à passer au tout numérique pour la diffusion de la télévision hertzienne. Depuis le 8 novembre 2008, l'émetteur de Mouroux, site des Parrichets, diffuse la TNT. L'extinction du signal analogique a eu lieu le 5 février 2009.

### Jumelages
- aucun

## Économie

### Revenus de la population et fiscalité
En 2019, le nombre de ménages fiscaux de la commune était de 58, représentant 168 personnes et la  médiane du revenu disponible par unité de consommation  de 25 540 euros.

### Emploi
En 2018, le nombre total d’emplois dans la zone était de 18, occupant 78 actifs  résidants (dont 17,9 % dans la commune de résidence et 82,1 % dans une commune autre que la commune de résidence).
Le taux d'activité de la population (actifs ayant un emploi) âgée de 15 à 64 ans s'élevait à 70,8 % contre un taux de chômage de 3,8 %.
Les 25,5 % d’inactifs se répartissent de la façon suivante : 17 % d’étudiants et stagiaires non rémunérés, 4,7 % de retraités ou préretraités et 3,8 % pour les autres inactifs.

### Secteurs d'activité

#### Entreprises et commerces
Au 31 décembre 2019, le nombre d’unités légales et d’établissements (activités marchandes hors agriculture) par secteur d'activité était de 13 dont 3 dans l’industrie manufacturière, industries extractives et autres, 3 dans la construction, 2 dans le commerce de gros et de détail, transports, hébergement et restauration, 1 dans les activités immobilières et 4 dans les activités spécialisées, scientifiques et techniques et activités de services administratifs et de soutien.
En 2020, 3 entreprises individuelles ont été créées sur le territoire de la commune.
Au 1er janvier 2022, la commune ne disposait pas d’hôtel et de terrain de camping.

#### Agriculture
L'économie de Giremoutiers est axée sur l'agriculture (blé, mais, betteraves, lin fibre…) mais il y a aussi quelques vergers de pommes à cidre. L'élevage est inexistant.
Giremoutiers est dans la petite région agricole dénommée la « Brie laitière » (anciennement Brie des étangs), une partie de la Brie à l'est de Coulommiers. En 2010, l'orientation technico-économique de l'agriculture sur la commune est diverses cultures (hors céréales et oléoprotéagineux, fleurs et fruits).
Si la productivité agricole de la Seine-et-Marne se situe dans le peloton de tête des départements français, le département enregistre un double phénomène de disparition des terres cultivables (près de 2 000 ha par an dans les années 1980, moins dans les années 2000) et de réduction d'environ 30 % du nombre d'agriculteurs dans les années 2010. Cette tendance n'est pas confirmée au niveau de la commune qui voit le nombre d'exploitations rester constant entre 1988 et 2010. Parallèlement, la taille de ces exploitations diminue, passant de 133 ha en 1988 à 133 ha en 2010.
Le tableau ci-dessous présente les principales caractéristiques des exploitations agricoles de Giremoutiers, observées sur une période de 22 ans : 
|                                      | 1988 | 2000 | 2010 |
| ------------------------------------ | ---- | ---- | ---- |
| Dimension économique,                |      |      |      |
| Nombre d’exploitations (u)           | 4    | 4    | 4    |
| Travail (UTA)                        | 7    | 5    | 7    |
| Surface agricole utilisée (ha)       | 530  | 536  | 532  |
| Cultures                             |      |      |      |
| Terres labourables (ha)              | 515  | 522  | 517  |
| Céréales (ha)                        | 359  | 368  | s    |
| dont blé tendre (ha)                 | 236  | 268  | 221  |
| dont maïs-grain et maïs-semence (ha) | 124  | 100  | 87   |
| Tournesol (ha)                       | 39   |      |      |
| Colza et navette (ha)                | 0    | s    | s    |
| Élevage                              |      |      |      |
| Cheptel (UGBTA)                      | 1    | 0    | 7    |

## Culture locale et patrimoine

### Monuments et lieux remarquables
La commune ne compte pas de monument répertorié à l'inventaire des monuments historiques (Base Mérimée).

### Autres lieux et monuments
- L'église Saint-Pierre, auquel il convient d’ajouter le patrimoine mobilier classé suivant : 
  - Statue de la Vierge à l'Enfant en calcaire taillé (Autel latéral)[67] ;
  - Statue d’un Christ en croix en bois taillé  (Contre le mur nord, près de la chaire)[68] ;
  - Statue de Saint Sébastien en bois taillé et peint[69] ;
  - Bâton de procession et statuette de la Vierge à l'Enfant  (Sacristie)[70].
- Le lavoir (sur le Liéton), la mairie/école.
- Les corps de fermes typiquement de style briard.

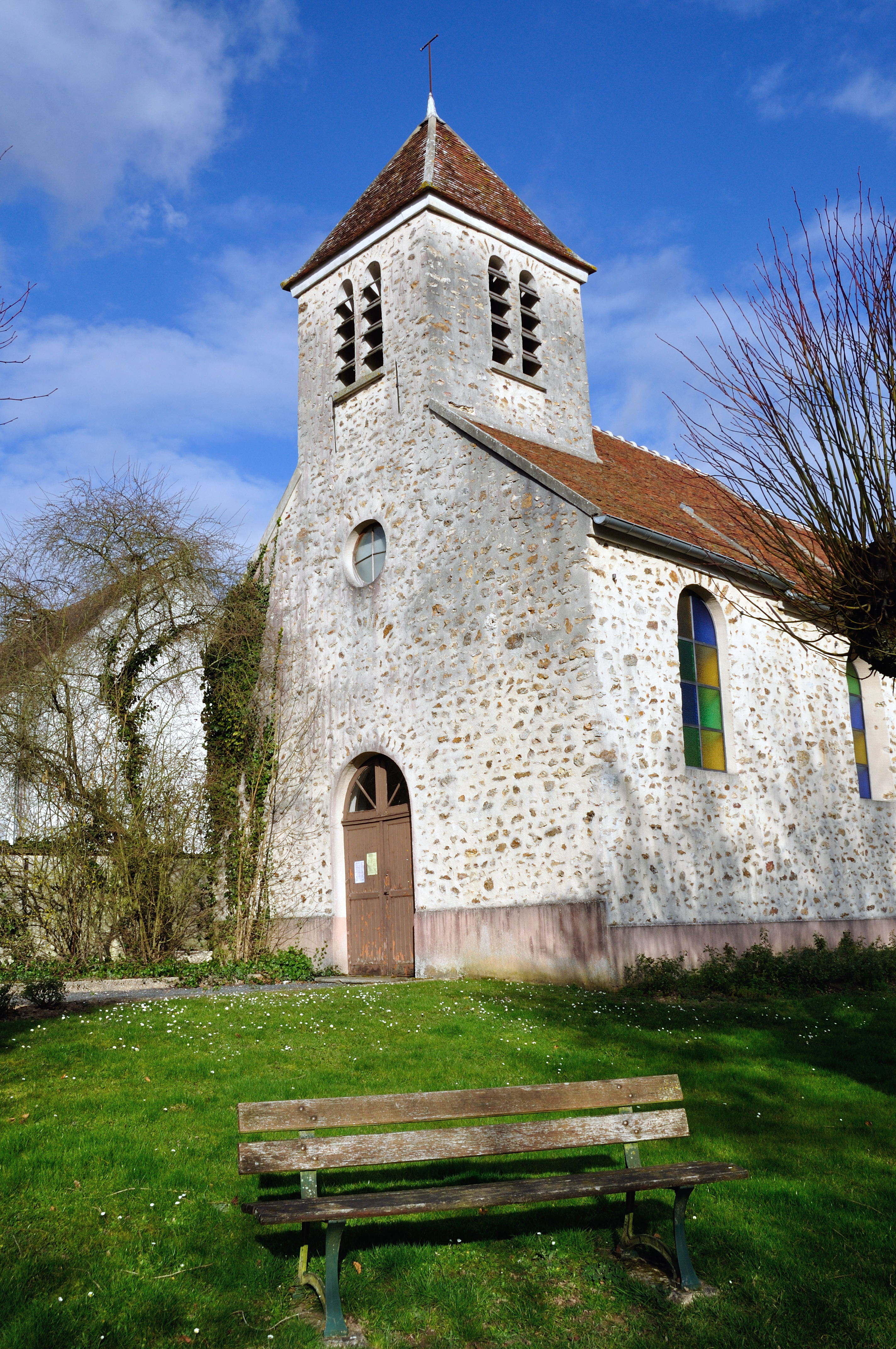
Église Saint-Pierre.
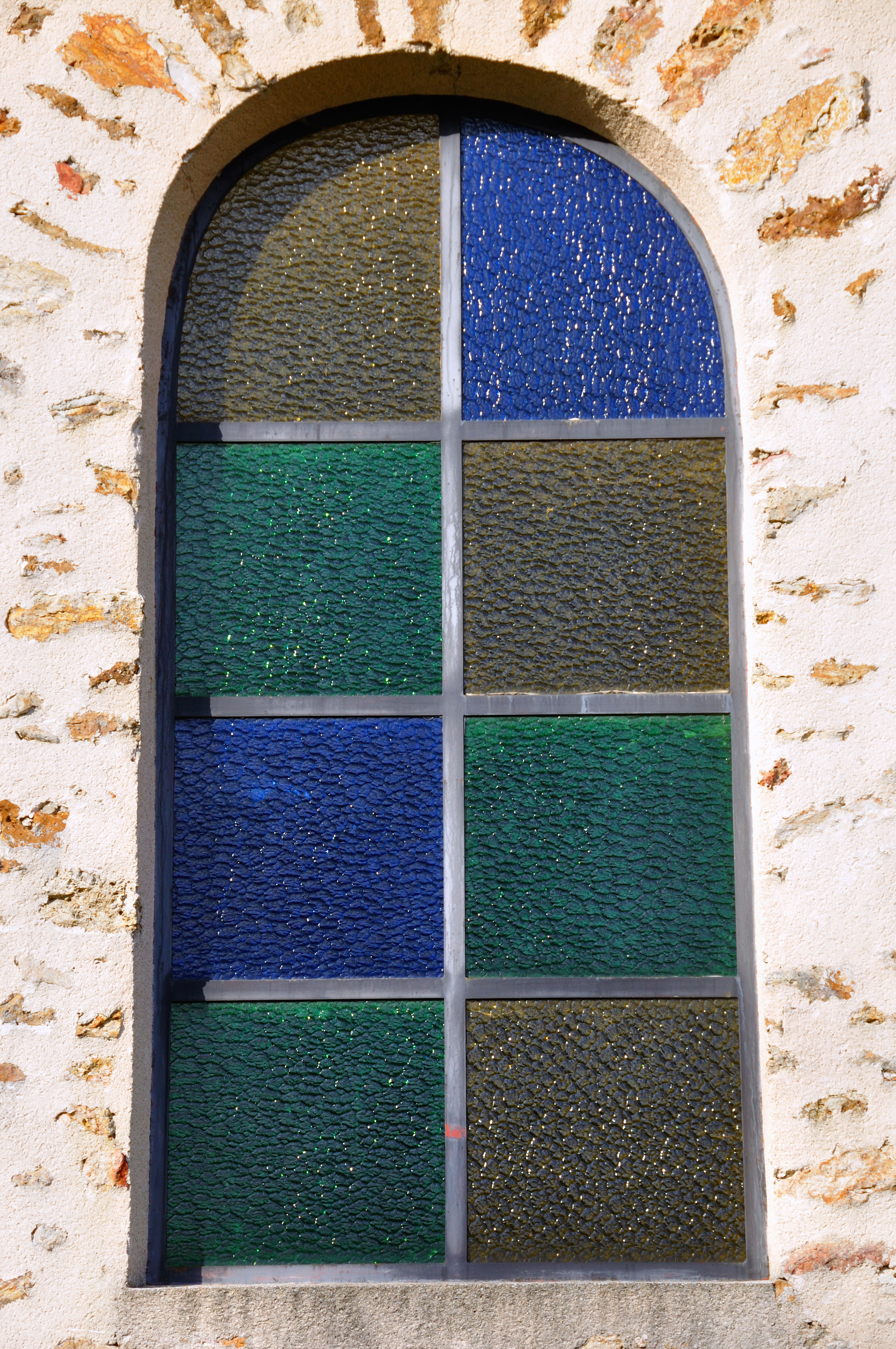
Vitrail : église Saint-Pierre.
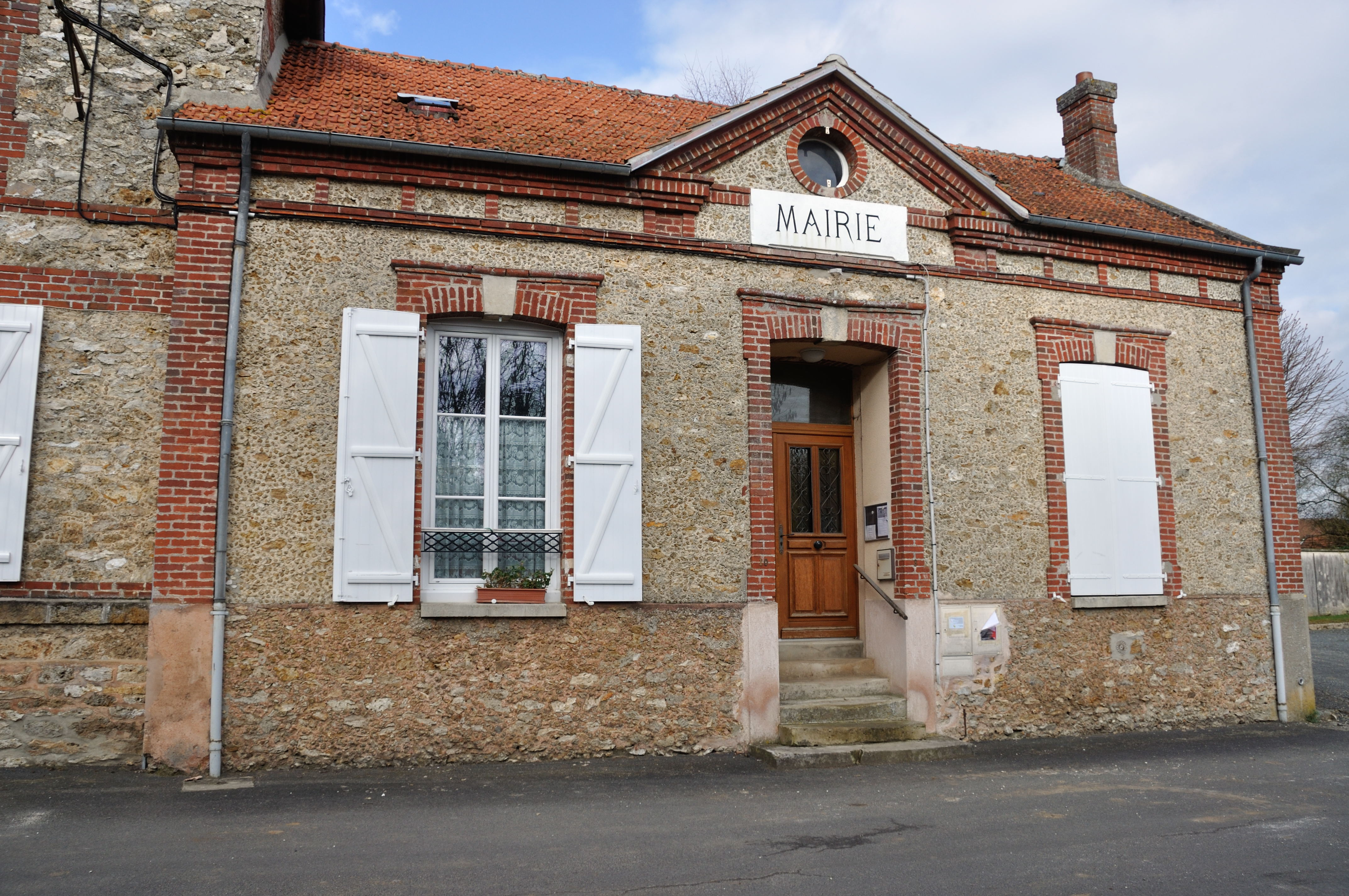
Mairie.
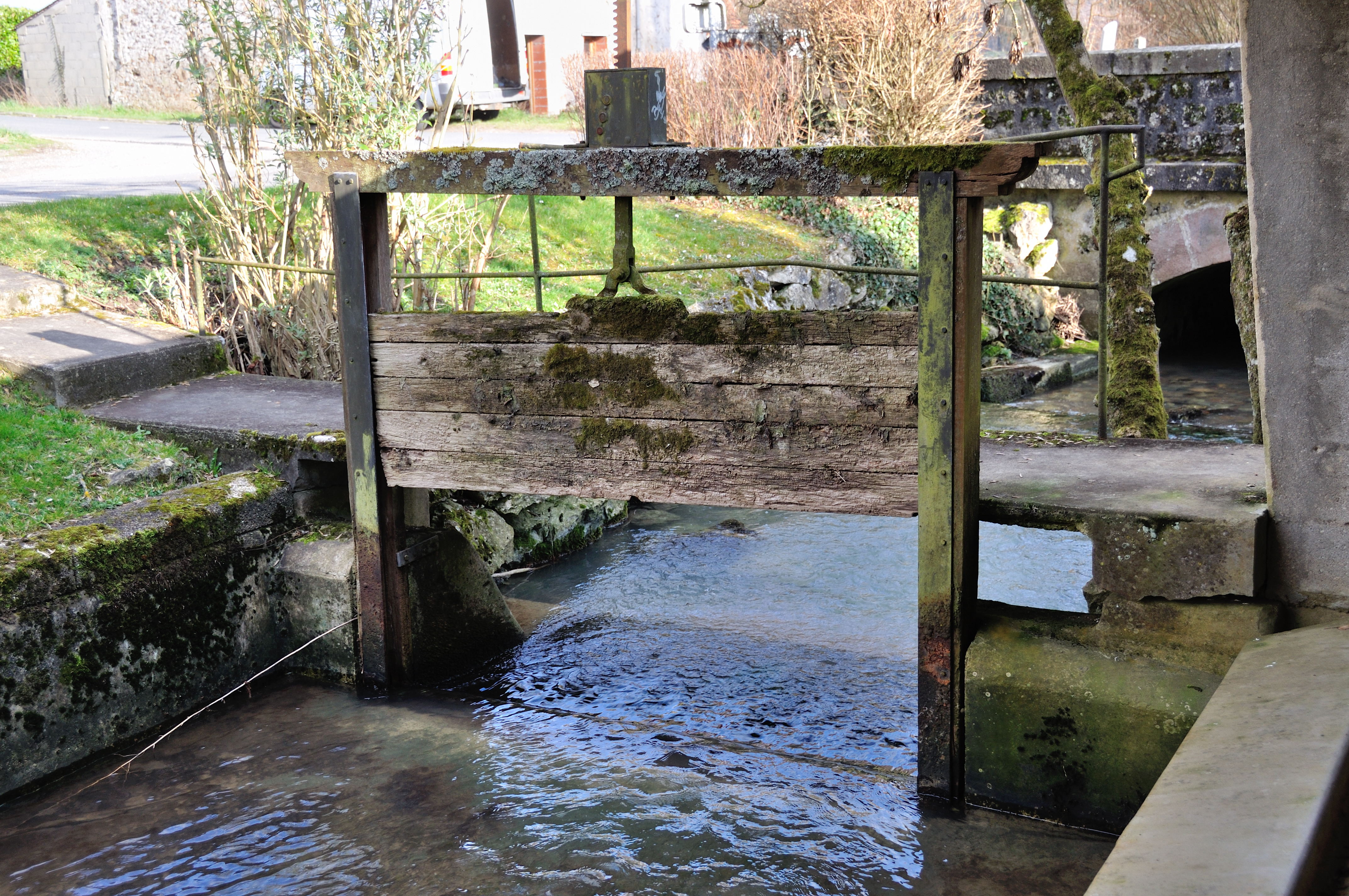
Vue du lavoir.
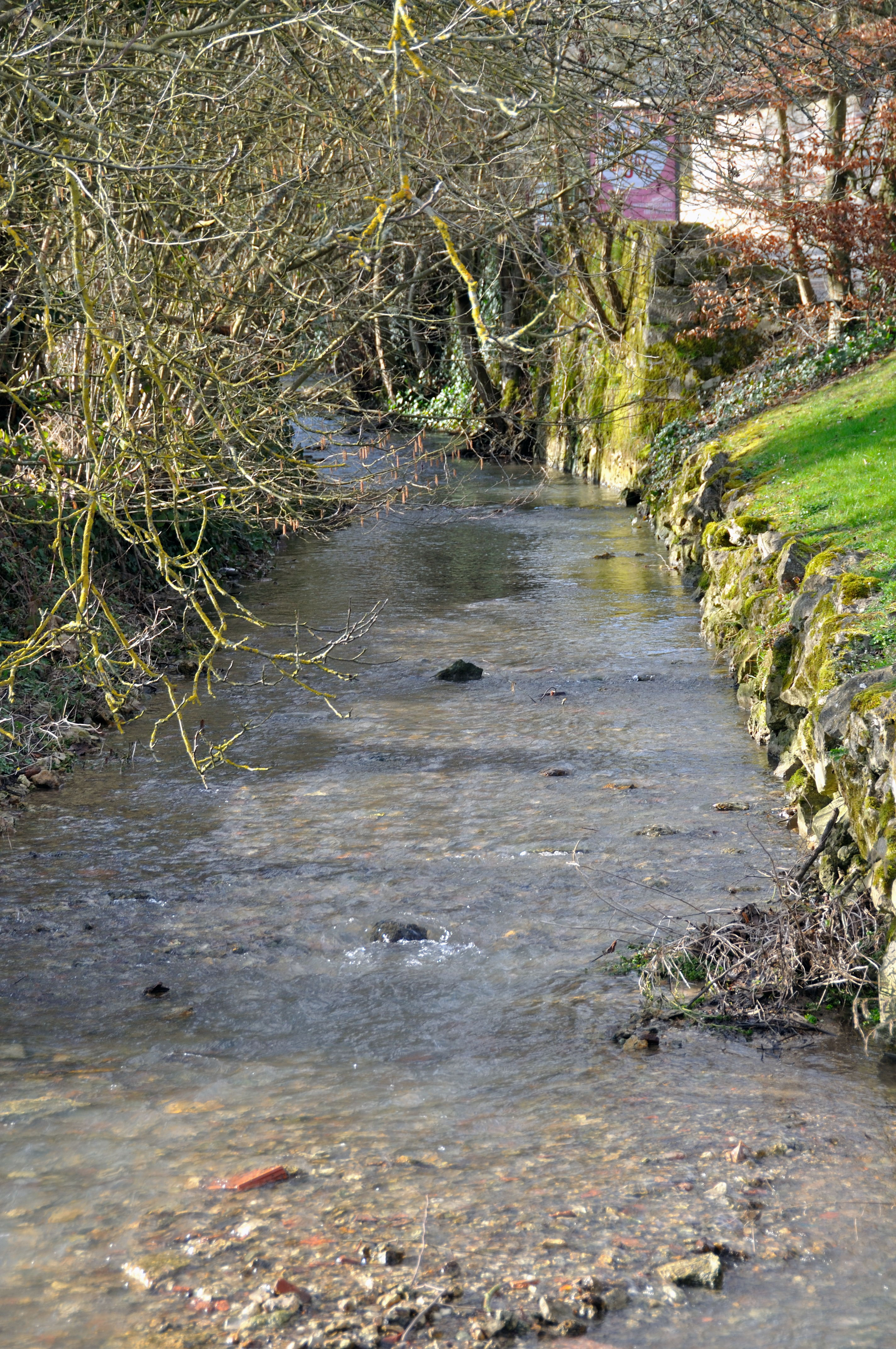
Le Liéton.